# إسحاق دي. بارنارد
إسحاق دي. بارنارد هو محامي وسياسي أمريكي، ولد في 18 يوليو 1791 في Aston Township, Pennsylvania ‏ في الولايات المتحدة، وتوفي في 28 فبراير 1834 في وست تشستر ‏ في الولايات المتحدة.

## مناصب
- انتخب عضو مجلس الشيوخ الأمريكي [الإنجليزية]‏ عن دائرة Pennsylvania Class 1 senate seat ‏ خلال فترته النيابية [الإنجليزية]‏ (4 مارس 1831 – 6 ديسمبر 1831).
- انتخب عضو مجلس الشيوخ الأمريكي [الإنجليزية]‏ عن دائرة Pennsylvania Class 1 senate seat ‏ خلال فترته النيابية [الإنجليزية]‏ (4 مارس 1829 – 4 مارس 1831).
- انتخب عضو مجلس الشيوخ الأمريكي [الإنجليزية]‏ عن دائرة Pennsylvania Class 1 senate seat ‏ خلال فترته النيابية [الإنجليزية]‏ (4 مارس 1827 – 4 مارس 1829).
- انتخب عضو مجلس ولاية بنسيلفانيا  [لغات أخرى]‏.
- انتخب عضو مجلس الشيوخ الأمريكي [الإنجليزية]‏.